# Arses insularis
El monarca cuellirrufo  (Arses insularis) es una especie de ave paseriforme de la familia Monarchidae endémica del norte de Nueva Guinea y Yapen.

## Distribución y hábitat
Se encuentra únicamente en el norte de la isla de Nueva Guinea y la vecina Yapen. Su hábitat natural son los bosques húmedos tropicales.